# Районы Сеговии

## Районы (комарки)Сеговии
1. Ayllón ---> Айльон
2. Comunidad de Villa y Tierra de Sepúlveda ---> Сепульведа (комарка)
3. Carbonero el Mayor ---> Карбонеро-эль-Майор
4. Espinar ---> Эспинар
5. Tierra de Pinares ---> Тьерра-де-Пинарес
6. Santa Maria La Real de Nieva ---> Санта-Мария-ла-Реаль-де-Ньева
7. Segovia y su Alfoz ---> Сеговия-и-су-Альфос
8. Comunidad de Villa y Tierra de Coca ---> Кока (сообщество)